# Charlottesville (Virginia)
Charlottesville önkormányzati jogú város az Amerikai Egyesült Államok Virginia tagállamában. Földrajzilag Albemarle megye veszi körbe, de annak nem része. Nevét Mecklenburg–Strelitzi Saroltáról, III. György brit király feleségéről kapta.
A hivatalos statisztika szerint a város népessége, 2010-es adat szerint, 43 475 fő. Ez a város Albemarle megye székhelye, annak ellenére, hogy törvényileg elhatárolt entitásokat képeznek. A Gazdasági Elemző Hivatal együtt kezeli Charlottesville városát Albemarle megyével, statisztikai okokból. Az így létrejövő egység teljes népessége 118 398 fő. A város a Charlottesville nagyvárosi terület szívében fekszik, ami magába foglalja Albemarle, Fluvanna, Greene és Nelson megyéket.
Charlottesville arról ismert, hogy itt élt két amerikai elnök (Thomas Jefferson és James Monroe), és James Madison is a közeli Orange-ban. Ezenkívül itt található a Virginiai Egyetem, ami, Monticellóval együtt, az UNESCO világörökségének a része. Monticello, Jefferson hegytetőn álló háza, majd félmillió turistát vonz évente. Virginia kormányzóságuk alatt mindketten Charlottesville-ben éltek és oda-vissza utaztak a fővárosba, Richmondba, a 114 kilométer hosszú történelmi Three Notch’d Roadon.

## Története
Charlottesville-t az 1762-es alapokmány hozta lépre a Three Notched Road nevű kereskedelmi útvonal mentén (ma a U. S. 250-es út), ami Richmondból vezet a Nagy-völgy felé. Nevét Sarolta királynéról, III. György brit király nejéről kapta.
A függetlenségi háború alatt, a Konvenciós hadsereget Charlottesville-ben tartották fogva 1779 és 1781 között az Albemarle Barakkokban.
Ellentétben Virginia többi részével, Charlottesville-t megkímélte a polgárháború. Az egyetlen csata a vidéken a Rio Hill-i csata volt, ahol George Armstrong Custer rövid idő alatt leszámolt a helyi konföderációs milíciával. A várost feladta a polgármester, így megkímélve a pusztulástól. A Charlottesville Gyár egy baleset során leégett, amikor Sheridan tábornok csapatai átvonultak a Shenandoah-völgyön 1865-ben. Ezt a gyárat a Konföderáció lefoglalta és a katonai egyenruhák gyártására használta. A malom akkor kapott lángra, amikor az Unió csapatai szenet hordtak oda, hogy felgyújtsák a közeli vasúti hidat. A gyár később azonnal újjá épült és gyapjúgyártásáról lett híres, egészen 1962-es felszámolásáig.
A feketék első templomát 1864-ben alapították Charlottesville-ben. Korábban illegális volt az afroamerikaiak számára saját templomot tartani, viszont a fehérek templomaiban imádkozhattak. A jelenleg túlnyomórészt afroamerikaiakból álló hitközösség eddig a templomig vezeti vissza gyökereit. Beth Israel gyülekezete 1882-ben építette fel a legidősebb ma is álló zsinagógát Virginiában.
1958-ban Charlottesville bezáratta a szegregációra épülő fehér iskoláit Virginia állam tömeges ellenállási stratégiája részeként a szövetségi bírósági végzés ellen, ami megkövetelte az integrációt a Legfelsőbb Bíróság Brown kontra Oktatási Bizottság ügyében hozott ítélet végrehajtásaként. A bezárásokhoz egy sor állami törvény szükségeltetett, amelyek úgy vonultak be a köztudatba, mint a Stanley-terv. A feketék iskoláit azonban meghagyták.
Charlottesville a központja a Nemzeti Rádióasztronómiai Obszervatóriumnak, a Leander McCormick Obszervatóriumnak és a CFA Intézetnek. Itt működik két körzeti kórház is, a Martha Jefferson Kórház, amit 1903-ban alapítottak, és a Virginiai Egyetem Kórháza.

## Földrajzi elhelyezkedése
Charlottesville a Virginiai Nemzetközösség közepén helyezkedik el, a Rivanna-folyó, a James-folyó mellékfolyója mentén, közvetlenül nyugatra a Délnyugati-hegységtől, ami párhuzamosan fut a tőle 32 kilométerre nyugatra lévő Blue Ridge-hegységgel. Népszámlálási Hivatal adatai szerint a város teljes területe 27 km2, amely teljes egészében szárazföldön fekszik.
Charlottesville 185 kilométerre fekszik Washington D. C-től, és 110 kilométerre Richmondtól.

### Klímája
Charlottesville négy évszakú nedves szubtrópusi klímával rendelkezik (A Köppen-féle rendszer alapján). Minden évszakban bőséges a csapadék, de a májustól szeptemberig terjedő időszak a legnedvesebb. A telek hidegek. A januári átlaghőmérséklet 1,9 °C, azonban ez éjszakánként akár -7 °C-is jelenthet, míg gyakran akár 10 °C-ig is emelkedik a hőmérséklet. A tavasz és az ősz átmeneti időszaka hosszúra nyúlik. Az előbbi általában száraz, és kedvez a szezonális allergiáknak. A nyarak forróak és nedvesek, júliusban 24,9 °C-os átlaghőmérséklettel, azonban évente legalább 29 napig 32 °C fölé emelkedik a hőmérséklet.
A hóesés csak kis mennyiségben fordul elő télen. Nem marad meg sokáig, és az átlagos vastagsága nem haladja meg a 18 centimétert.

## Látványosságok és kultúra

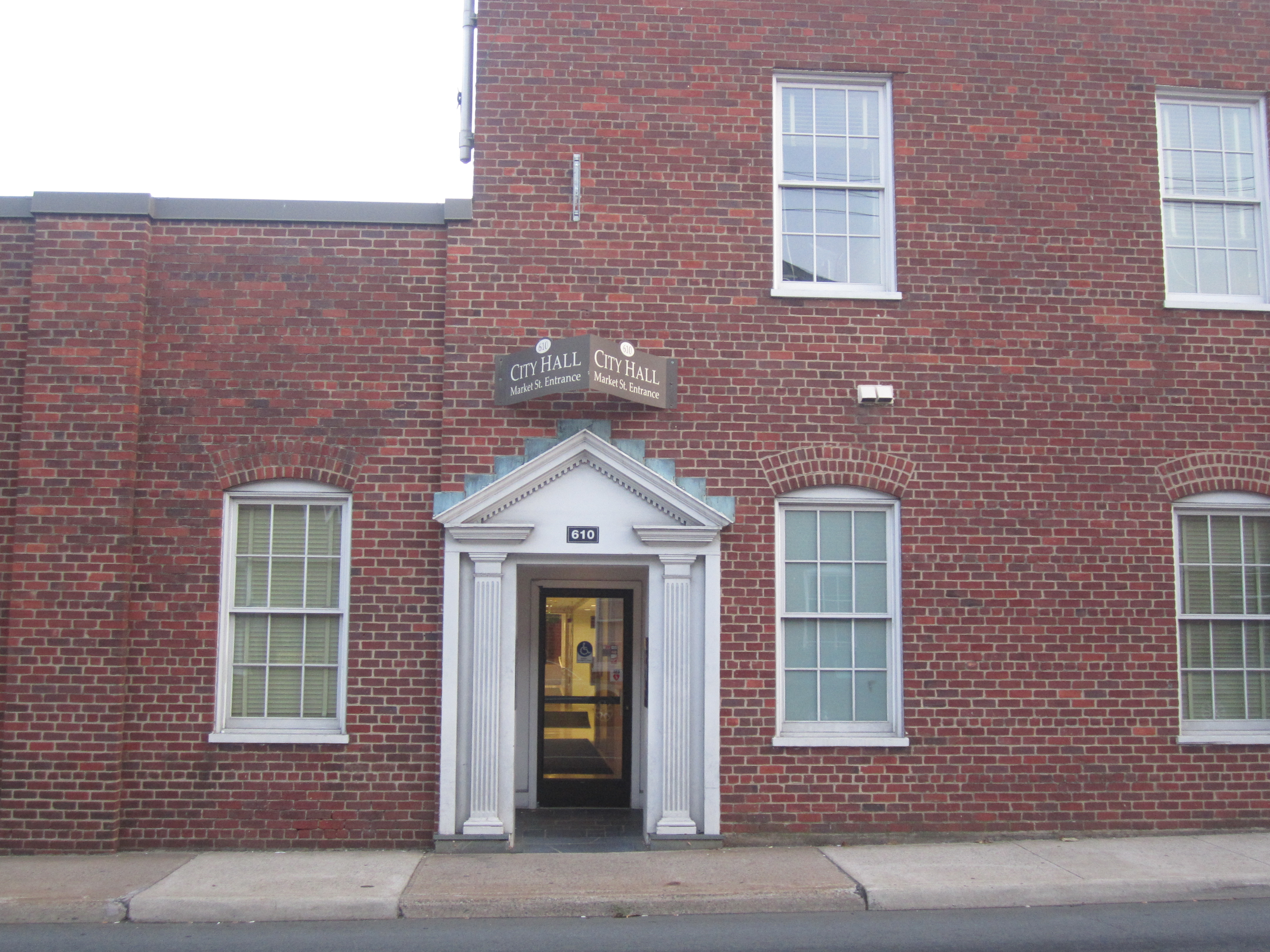
Charlottesville Városháza
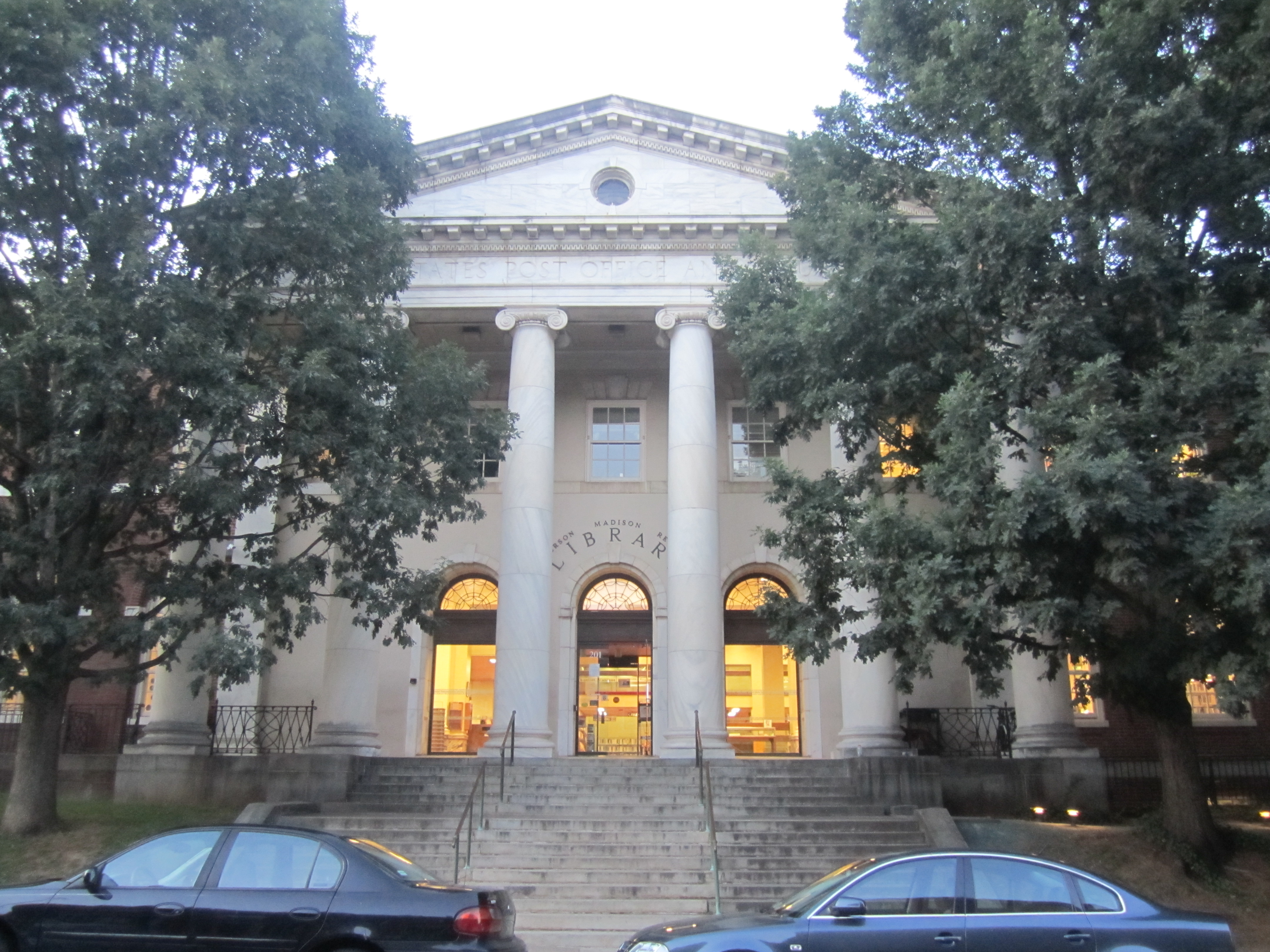
Charlottesville Közkönyvtár
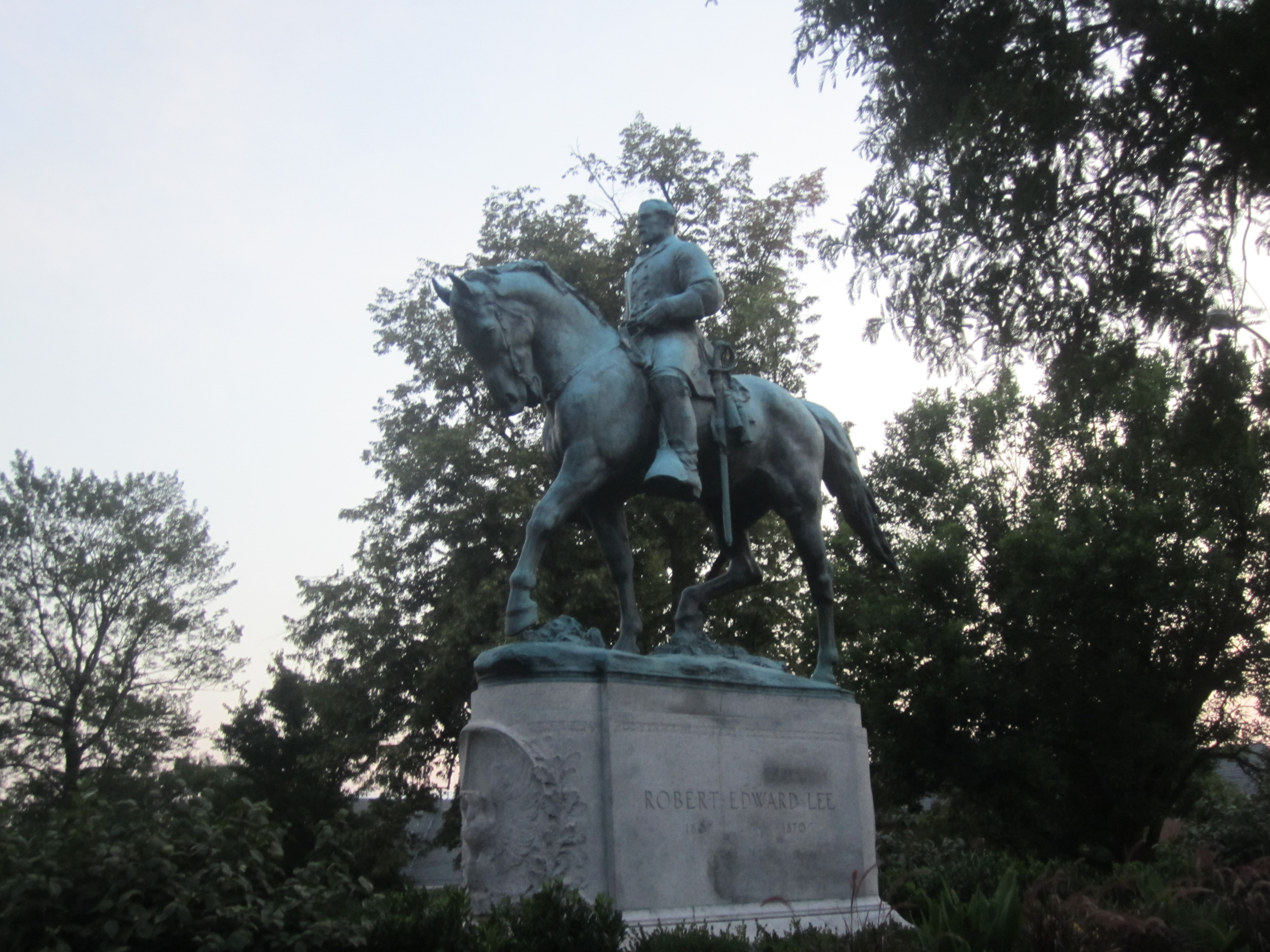
Robert E. Lee lovasszobra
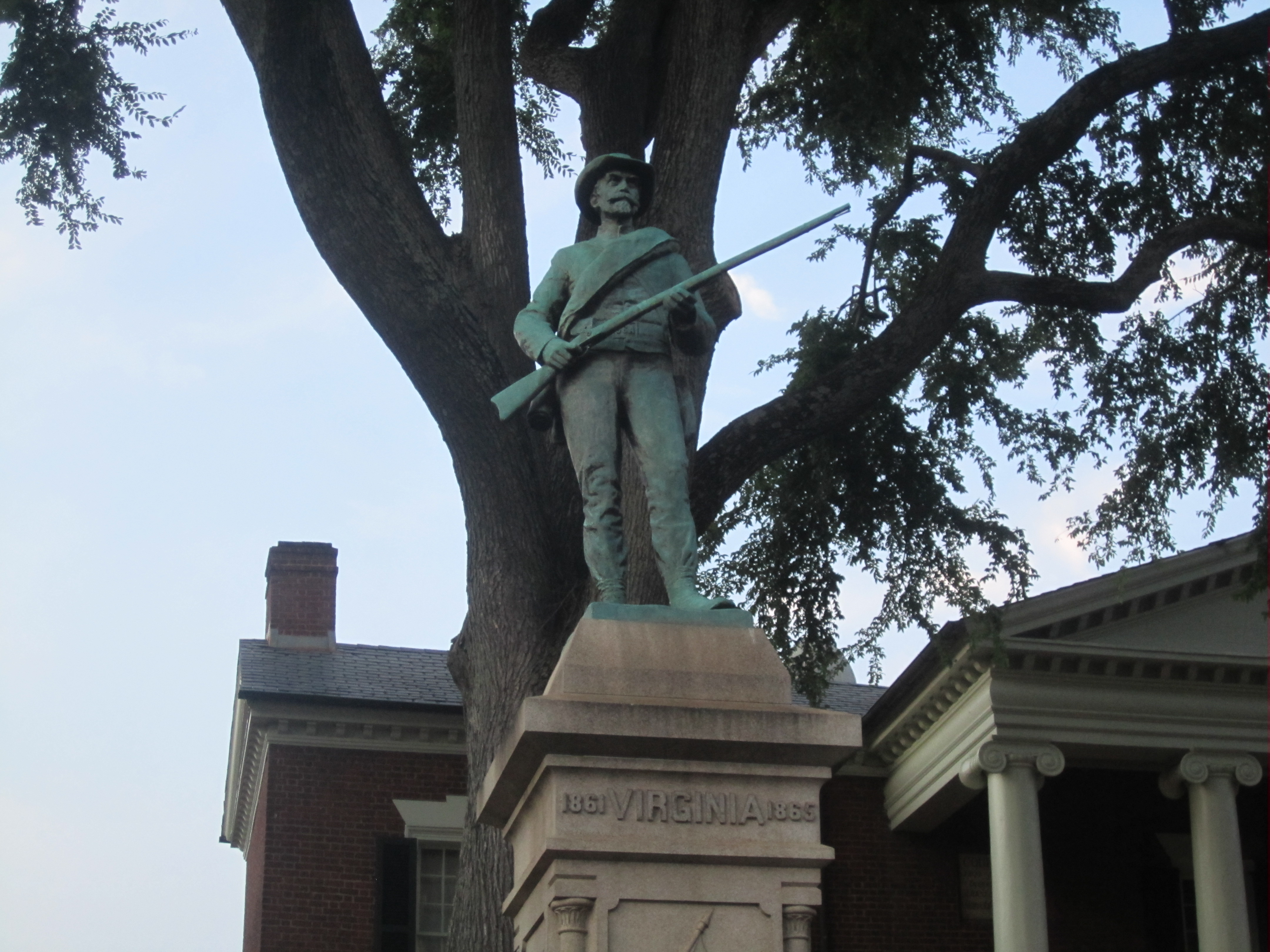
Konföderációs emlékmű
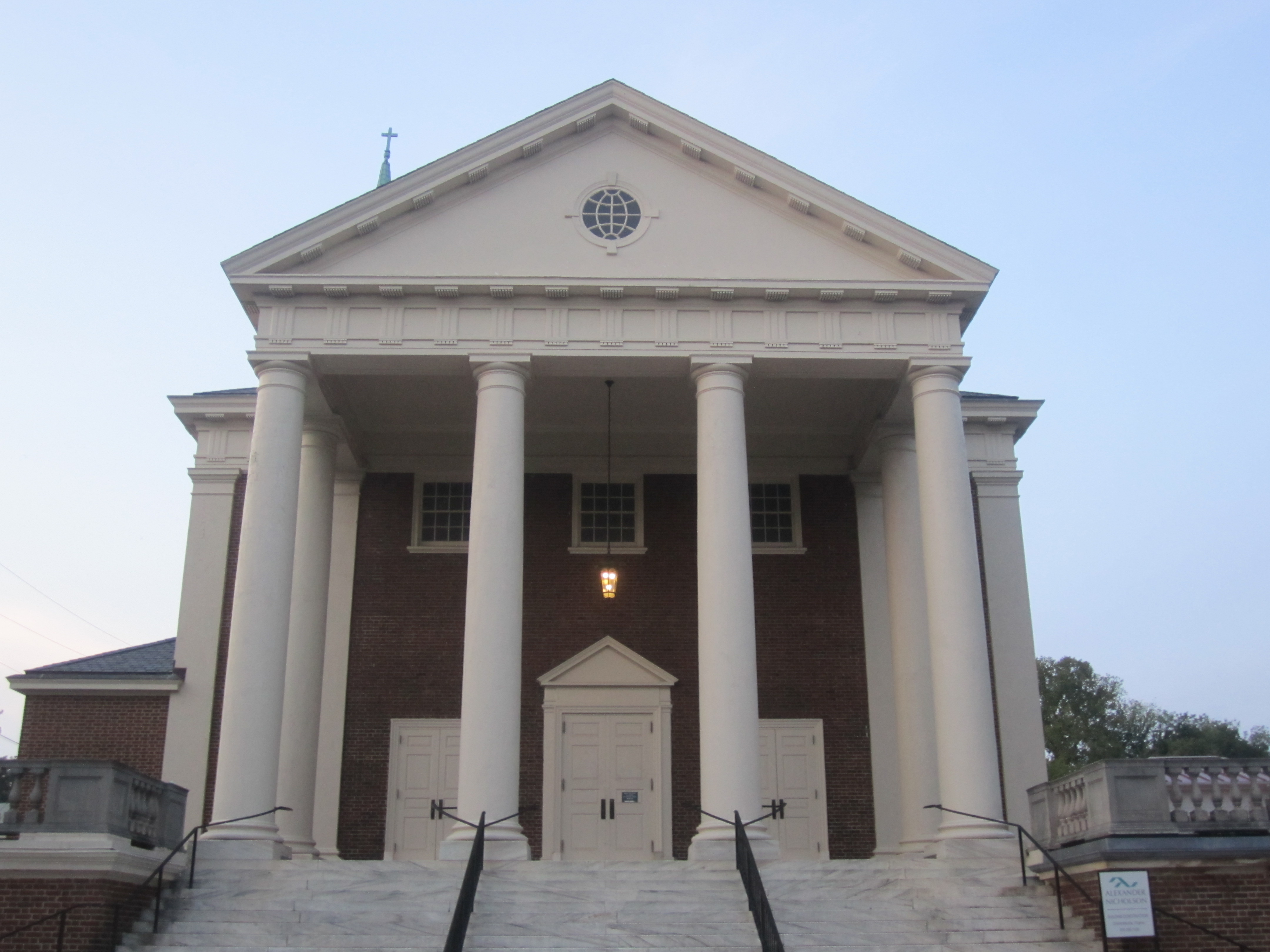
Az első egyesült metodista templom Charlottesville történelmi belvárosának körzetében (2011. júliusi kép)
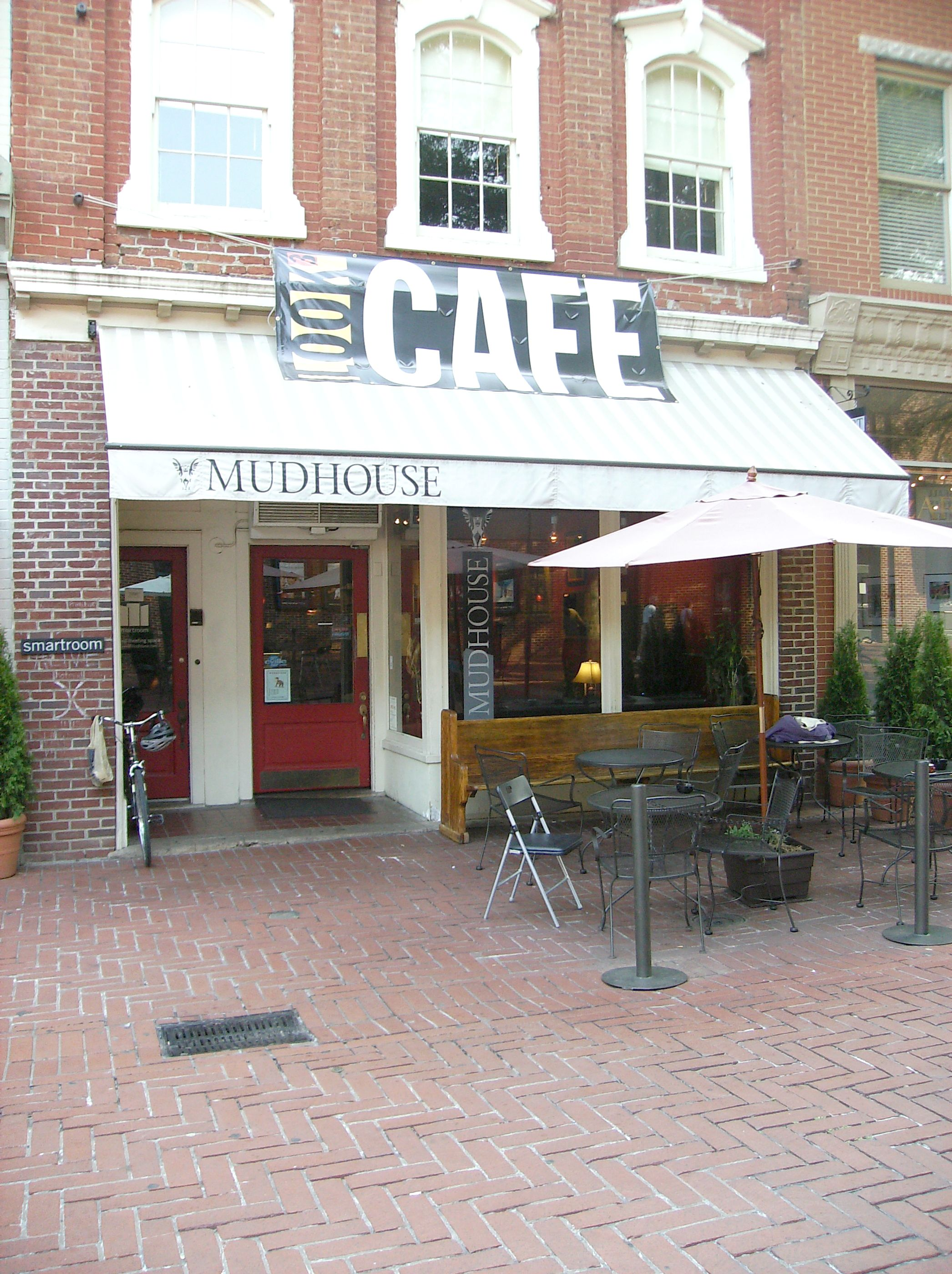
Mudhouse Coffeehouse a Belvárosi Piacon
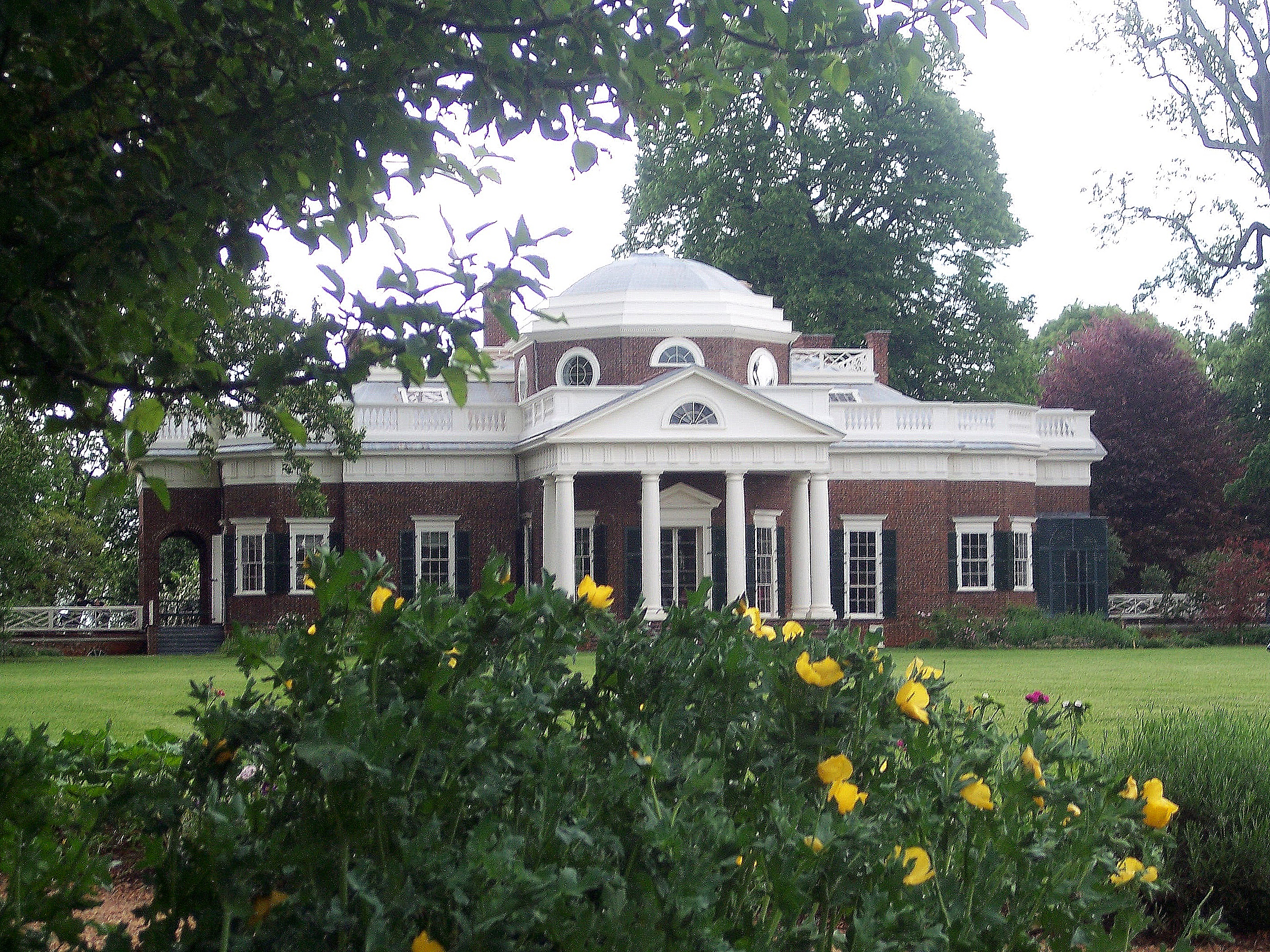
Monticello látképe a kertjeiből
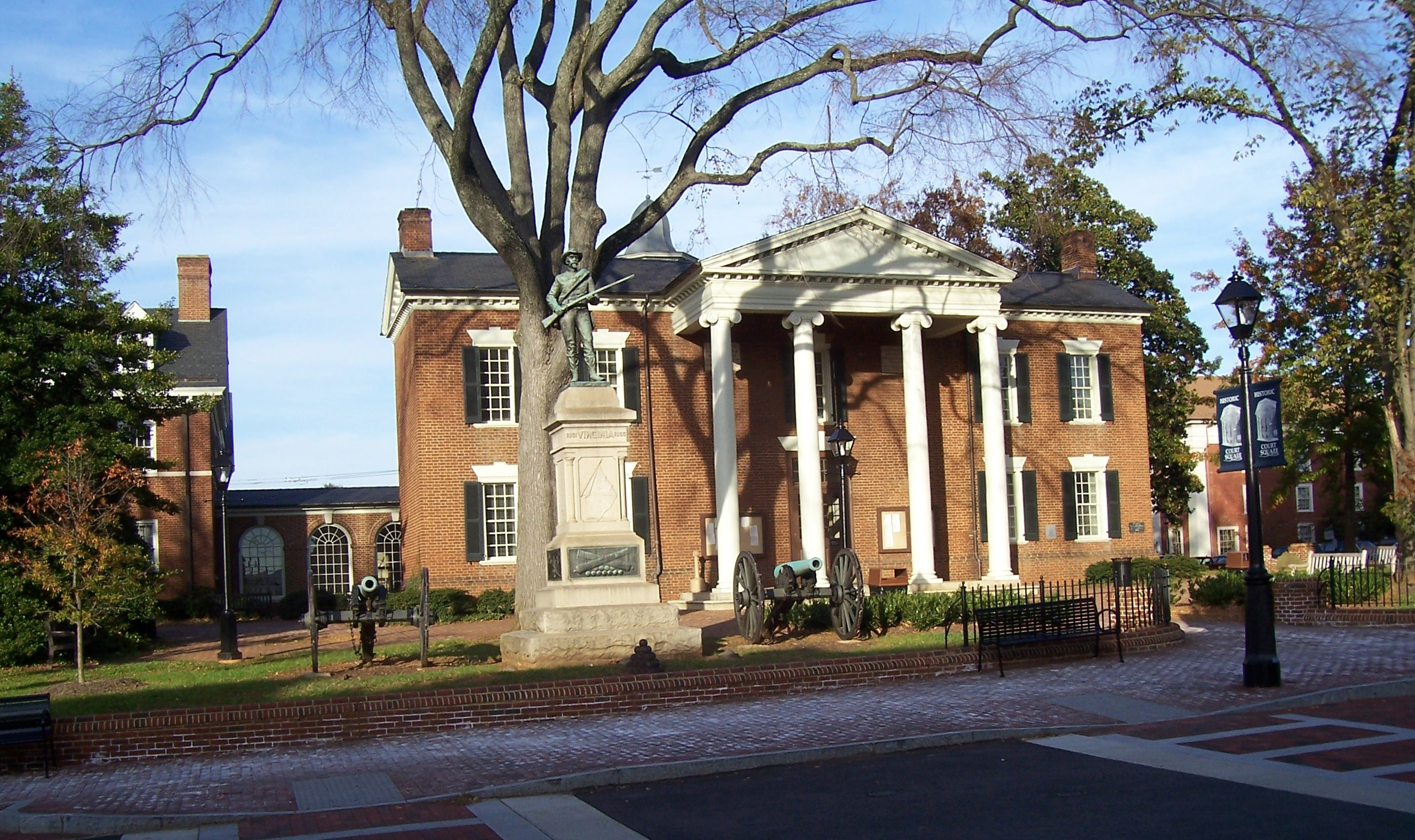
A történelmi bírósági tér

Charlottesville egy sor látványossággal és nevezetes hellyel rendelkezik viszonylag kis területen. A látogatók többségét a bor- és a sörturizmus, a hőlégballonozás, túrázás és a világszínvonalú szórakoztatóipar vonzza a környékre, amire lehetőséget biztosít a környék négy legnagyobb nevezetessége. A város a Dave Matthews Band otthona, és az indie zene központja.
A Charlottesville-i körzetben élt Thomas Jefferson, James Madison és James Monroe. Monticello, Jefferson udvarháza, mindössze pár mérföldre fekszik a belvárostól. James Monroe otthona, Ash Lawn-Highland a Monticellóba vezető út mentén helyezkedik el. Nagyjából 40 kilométerre északkeletre Charlottesville-től fekszik James és Dolley Madison háza, Montpelier. Nyaranta tartják az Ash Lawn-Highland Opera Fesztivál a belvárosi Paramount Színházban, valamint egy előadással Ash Lawn-Highlandben.
A közeli Shenandoah Nemzeti Park rengeteg kikapcsolódási lehetőséget kínál festői környezetben, rengeteg túraútvonallal. A Skyline Drive egy kilátóút, amely végighalad a parkon. Sűrű erdőkben kanyarog, és festői magaslati kilátókhoz kapaszkodik fel. A Blue Ridge Parkway szintén egy, 755 kilométer hosszú, kilátóút délfelé az észak-karolinai Great Smoky-hegység Nemzeti Parkba.
Charlottesville belvárosa Albemarle megye üzleti központja. Itt található a Belvárosi Piac, az Egyesült Államok legnagyobb szabadtéri kirakodóvására. A renovált Paramount Színház add helyet az események széles tárházának, a broadway-i előadásoktól kezdve a koncertekig. A színházi belvárosban található a helyi közösségi színház, a Live Arts is. A belvároson kívül található a New Lyric Theatre és a Heritage Repertory Theatre. Itt található a Virginia Discovery Museum és a 3500 férőhelyes nyílttéri amfiteátrum, a Charlottesville Pavilion is. A Court Square, csak néhány háztömbre a Belvárosi Piactól, Charlottesville eredeti központja, ahol számtalan történelmi épület található a város 1762.es alapításától kezdve.

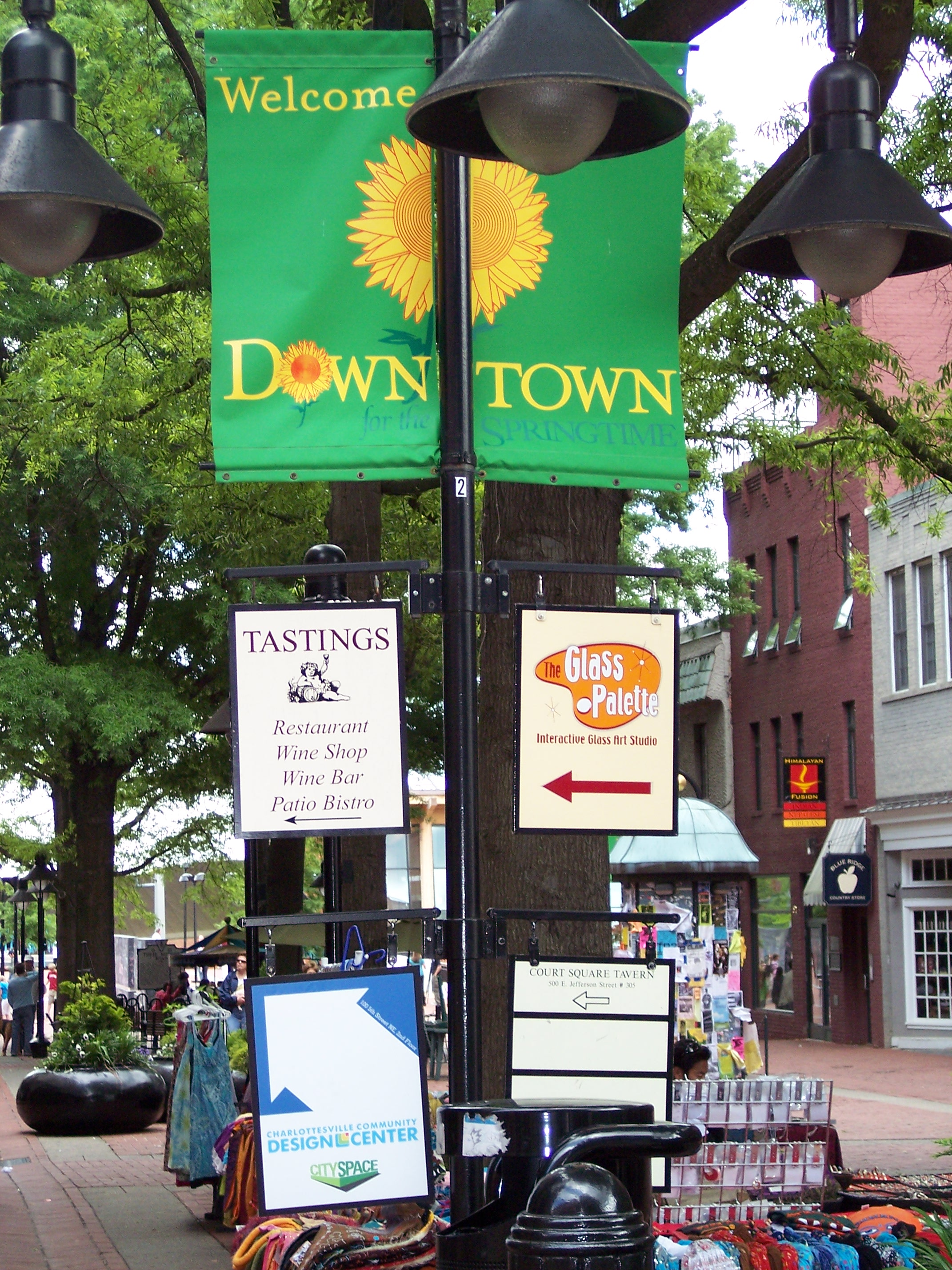
A Belvárosi Piac.

Charlottesville ad otthont a Virginia Egyetemnek is (amelynek nagy része azonban jogilag Albemarle megyéhez tartozik. Évente mintegy 20 000 diák utazik Charlottesville-be az egyetemi tanulmányai elvégzésére. Az egyetem területei Charlottesville nyugati felén helyezkednek el Thomas Jefferson Akadémiai Falvával együtt, amit The Lawn néven ismernek. A „The Lawn” egy hosszú sétány, amit két feltűnő épület koronáz, a Jefferson tervezte Rotunda és a Stanford White tervezte ld Cabell Hall. A The Lawn mentén találhatók a hálóhelyiségek, amelyeket a legkiválóbb hallgatóknak tartanak fenn. Az Egyetemi Programok Tanácsa egy diákszervezet, amely koncerteket, humoresteket, előadásokat és más eseményeket szervez a diákok és a közösség számára. Ilyen például a „Lighting of the Lawn” is. Egy tömbnyire a Rotundától a Virginia Egyetem Művészeti Múzeuma több mint 10 000 darabos gyűjteménnyel rendelkezik állandó, és időszakos kiállítások keretében. Itt található a Judge Advocate General's Jogi Központ és Iskola is, ahol az amerikai hadsereg hadi törvényszékének ügyvédjeit képzik.
A The Corner a University Avenue mentén fekvő kereskedelmi központ. Ez a terület tele van kollégiumi bárokkal, étkezdékkel és merchandising boltokkal, amik mindig tele vannak diákokkal a tanév idején. A gyalogos forgalom csúcsideje a futball szezon és a ballagások idején van. Az egyetemi közösségi élet javarészt a Rugby Road környékén zajlik, egybekötve az éjszakai élettel. A nyugati főutca, ami a The Cornertől a Belvárosi Piacig tart, a bárok, éttermek és egyéb üzleti helyiségek körzete.
Charlottesville ad otthont az éves Virginiai Filmfesztiválnak októberben, a Charlottesville Fotográfiai Fesztiválnak júniusban, és a Virginiai Könyvfesztiválnak márciusban. Emellett itt tartják a Foxfield akadályversenyeket minden év áprilisában és októberében. A július 4-ei ünnepséget minden évben Monticellóban tartják, az újévi ünnepséget pedig 1982 óta a Belvárosi Piacon.

## Sport
Charlottesville nem rendelkezik hivatalos csapatokkal, de itt van a Virginiai Egyetem atlétikai csapatának, a Virginia Cavaliers-nek az otthona, akik nagy népszerűségnek örvendenek a régióban. A Cavalliers több csapatot foglal magába a labdarúgástól a kosárlabdáig, és több modern létesítménnyel rendelkezik, amelyek egész évben fogadják a látogatókat. A Cavalier labdarúgó szezon vonzza a legnagyobb tömegeket minden tanévben a Scott Stadionba. A stadionban rendeznek ezen kívül zenei eseményeket is. Lépett már fel itt a Dave Matthews Ban, a The Rolling Stones és a U2 is.
A 2006-ban megnyitott John Paul Jones Aréna a Cavalier kosárlabda csapatok otthona, ami mellett ugyancsak koncerteknek és más eseményeknek is helyet ad. Az aréna 14 593 ülőhellyel rendelkezik. Az első szezonban az új arénában mérkőzött egymással 2007 májusában a Virginiai Egyetem és a Chapel Hill-i Észak-Karolinai Egyetem férfi kosárlabda csapata.
Mind a férfi és a női lacrosse csapat nagy szerepet játszik Charlottesville sportéletében. A férfi csapat 1972-ben megnyerte az NCAA Férfi Lacrosse Bajnokságot. 2006-ban pedig elnyerték a negyedik országos bajnoki címüket, ahol első csapatként végeztek 17 veretlen mérkőzéssel. 2011-ben aztán elnyerték az ötödik bajnoki címüket is. A női csapat háromszor nyerte meg az NCAA Női Lacrosse Bajnokságot, 1991-ben, 1993-ban és 2004-ben. A labdarúgás is igen erős. A férfi csapat 1989-ben a Santa Clarával holtversenyben kapta meg az országos bajnoki címet, és példa nélküli módon négyszer egymás után megnyerte az NCAA első divíziós bajnokságát 1991 és 1994 között. Az edzőjük ekkor Bruce Arena volt, aki később két MLS címet nyert a D. C. Unitednál és edzette a nemzeti csapatot is a 2002-es és a 2006-os világbajnokságon is. A férfi csapat 2009-ben George Gelnovatch edzősége alatt megnyerte az NCAA Bajnokságot. A baseball csapat az elmúlt években éledt újjá Brian O’Connor főedzősége alatt.
A charlottesville-i középiskolai sport prominens szerepet tölt be az államban. A város a megyei lacrosse melegágya, olyan csapatokkal, mint a St. Anne’s-Belfield School, a The Covenant School, a Tandem Friends School, a Charlottesville Catholic School, a Charlottesville High School, a Western Albemarle High School és az Albemarle High School. A Chalottesville High School nyerte meg a Virginia High School League AA csoportjának bajnokságát 2004-ben. A St. Anne’s-Belfield School a negyedik állami magániskolai bajnoki címét nyerte el tíz éven belül 2006-ban. A The Covenant School nyerte meg a magániskolák megyeközi férfi bajnokságát a 2007–2008-as tanévben, a női csapat pedig ugyanebben az évben állami bajnokságot nyert. 2007-ben a Monticello High School nyerte meg a VHSL AA csoportjának bajnoki címét.

## Közlekedés
Charlottesville-ben működik a Charlottesville-Albemarle Repülőtér, a Charlottesville Amtrak Állomás és a Greyhound Lines intercity busz állomás. A New Yorkba menő közvetlen buszjáratokat a Starlight Express is biztosítja. A Charlottesville Area Transit helyi buszhálózatot tart fenn. A University Transit Service szolgáltatásai közé tartozik a diákok és a Virginiai Egyetem dolgozóinak a szállítása. Charlottesville-en halad át az I-64-es országút, aminek a legrégebbi párhuzamos kelet–nyugati útja a US 250-es, és az észak–déli US 29-es. Ezen kívül a 20-as Virginiai Állami Út is áthalad a belvároson észak–déli irányban. A US 29-es és a US 250-es megkerüli a várost. Az I-64-esnek négy lehajtója van Charlottesville felé.

### Vasúti forgalom
Az Amtrak, a nemzeti vasúti szolgáltatás, három útvonalon biztosítja Charlottesville megközelítését: A Cardinal (amely Chicago és New York, illetve Közép-Virginia és Washington D. C. között nyújt szolgáltatásokat), az Északkeleti Regionális vonatok (Boston és Lynchburg között) és a Crescent (New York és New Orleans között). A Cardinal háromszor közlekedik hetente, míg a Crescent és az Északkeleti Regionális naponta mindkét irányba.
Charlottesville régen fontos vasúti csomópont volt mind a Chespeake and Ohio Railway (C&O), mint a Southeast Railway számára. Az első vasúti szolgáltató Charlottesville-ben a Louisa Railroad Company volt, amiből később a Virginia Central Railroad lett, majd a C&O. A Southern Railway az 1860-as évek közepén indított először járatokat Charlottesville-be, észak–déli irányban keresztezve a C&O kelet–nyugati vonalait. A két pálya kereszteződésénél állt a Union Station. Az új vonal megnyitása jelentős gazdasági előnyt jelentett a város számára. A Nyugati Főutcán megnyílt a Queen Charlottesville hotel, amely éttermekkel együtt biztosított szolgáltatásokat az új vasúti dolgozóknak.
A korábbi C&O állomást az East Water Streeten irodaépületté alakították át az 1990-es években. A Union Station, ami ma is az Amtark depójaként szolgál, a Nyugati Főutca 7. és 9. házszáma között található, ahol a korábbi C&O Railway (amit most a Buckingham Branch Railroad bérel) és a Déli (most Norfolk Southern Railway) vonalai találkoznak. Az Amtark és Charlottesville városa 2000-re újította fel az állomást. Korszerűsítették a depót és nyitottak egy új éttermet. Az Amtrak Crescent a Norfolk Southern észak–déli vonalain közlekedik, míg az Amtrak Cardinal a Buckingham Branch kelet–nyugati vonalán, ami a U.S. 250-es utat követi.
Tervbe van véve a Virginia Railway Express kiterjesztése, hogy a helyi hálózat csatlakozzon az Észak-Virginia–Washington D. C. vonalhoz Charlottesville-nél. Emellett a Transdominion Express irányító bizottsága javasolja egy Charlottesville-i megálló létesítését az államközi vonalon is.

## Gazdaság

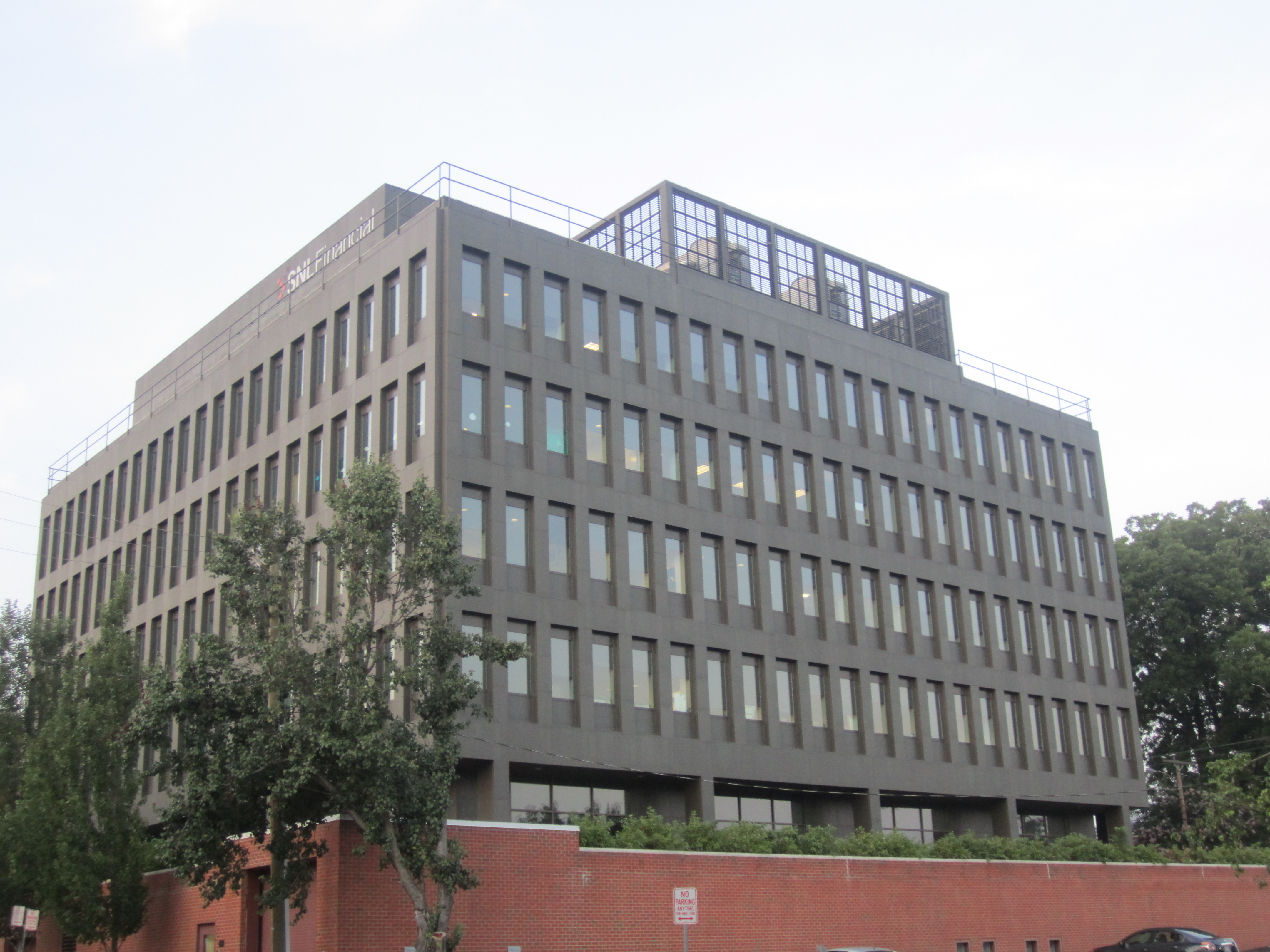
SNL pénzügyi központ Charlottesville-ben.

### A legnagyobb foglalkoztatók
A város 2011-es átfogó éves pénzügyi jelentése szerint, az alábbiak a legnagyobb foglalkoztatók a városban:
| #  | Foglalkoztató                           | # Foglalkoztatottak száma |
| -- | --------------------------------------- | ------------------------- |
| 1  | Virginiai Egyetemi Egészségügyi Központ | 1,000+                    |
| 2  | Martha Jefferson Kórház                 | 1,000+                    |
| 3  | Charlottesville város                   | 1,000+                    |
| 4  | Charlottesville Városi Iskola           | 500-999                   |
| 5  | Aramark Campus                          | 500-999                   |
| 6  | SNL Financial LP (HQ)                   | 250-499                   |
| 7  | Design Electric                         | 250-499                   |
| 8  | Pharmaceutical Research Association     | 250-499                   |
| 9  | Kroger                                  | 250-499                   |
| 10 | Rmc Events                              | 250-499                   |

## Média
Charlottesville fő napilapja a The Daily Progress. Hetente jelenik meg a C-Ville Weekly és a The Hook. Havi magazinok pedig a Blue Ridge Outdoors, az AlbemarleFamily Living és az Albemarle Magazine. A The Cavalier Daily napilapját a Virginiai Egyetem diákjainak egy csoportja adja ki. Emellett létezik az egyetem alternatív hírújságja, a The Declaration, amit minden második héten nyomtatnak ki, heti online változat mellett. A havonta megjelenő Echo holisztikus gyógyászattal és hasonló témákkal foglalkozik. A Healthy Living Directory a természetes gyógyászat lapja a körzetben. Életmódbeli publikációk találhatók a negyedéves Locally Charlottesville, a Charlottesville Welcome Book és a féléves Charlottesville Welcome Book Weddig Directory című lapokban.
Charlottesville-ben található olyan fontos tévéadók állomása, mint a WVIR 29 (NBC/CW a DT2-n), a WHTJ 41 (PBS), a WCAV 19 (CBS), a WAHU 27 (FOX) és a WVAW 16 (ABC). Hírrádió fogható a WINA 1070-en és a WCHV 1260-on, sportrádió a WKAV 1400-on és a WVAX 1450-en. A National Public Radio állomása működik a WMRA 103.5 FM-en és a RadioIQ 89.7 FM-en. A Commercial FM állomása a WQMZ Lite Rock Z95,1 (AC), a WWWV (3WV) (klasszikus rock) 97.5, a WCYK (country) 99.7, a WHTE (CHR) 101.9, a WZGN (Generations) 102.3, a WCNR (The Corner) 106.1 és a WWTJ (Tom) 107.5. Ezen kívül működik számos közösségi rádió is, mint a WNRN és a WTJU, valamint olyan közösségi televízió csatorna, mint a CPA-TV és a Charlottesville’s Own TV10.

## Oktatás
A Virginiai Egyetem, a Public Ivies tagja, részben Albemarle megyében, részben Charlottesville-ben található.
Charlottesville iskolahálózatát a Charlottesville City Public Schools működteti. A hálózat hat elemi iskolából, a Buford Middle Schoolból és a Charlottesville High Schoolból áll. A Lane High Schoolt Albemarle megyével tartották fenn 1940 és 1974 között, amikor a Charlottesville High School váltotta fel.
Az Albemarle County Public Schools, ami a közeli Albemarle megyében működik, központja Charlottesville-ben van.
Charlottesville-ben a következő magániskolák működnek, amelyekben tanulnak diákok Albemarle megyéből és a környező régiókból is:
- Charlottesville Catholic School
- Charlottesville Waldorf School
- The Covenant School (Lower campus)
- Renaissance School
- St. Anne's-Belfield School (Greenway Rise campus)
- Village School
- The Virginia Institute of Autism

Emellett a város gyermekei közül is járnak sokan a szomszédos megyébe magániskolákba.

## Demográfia

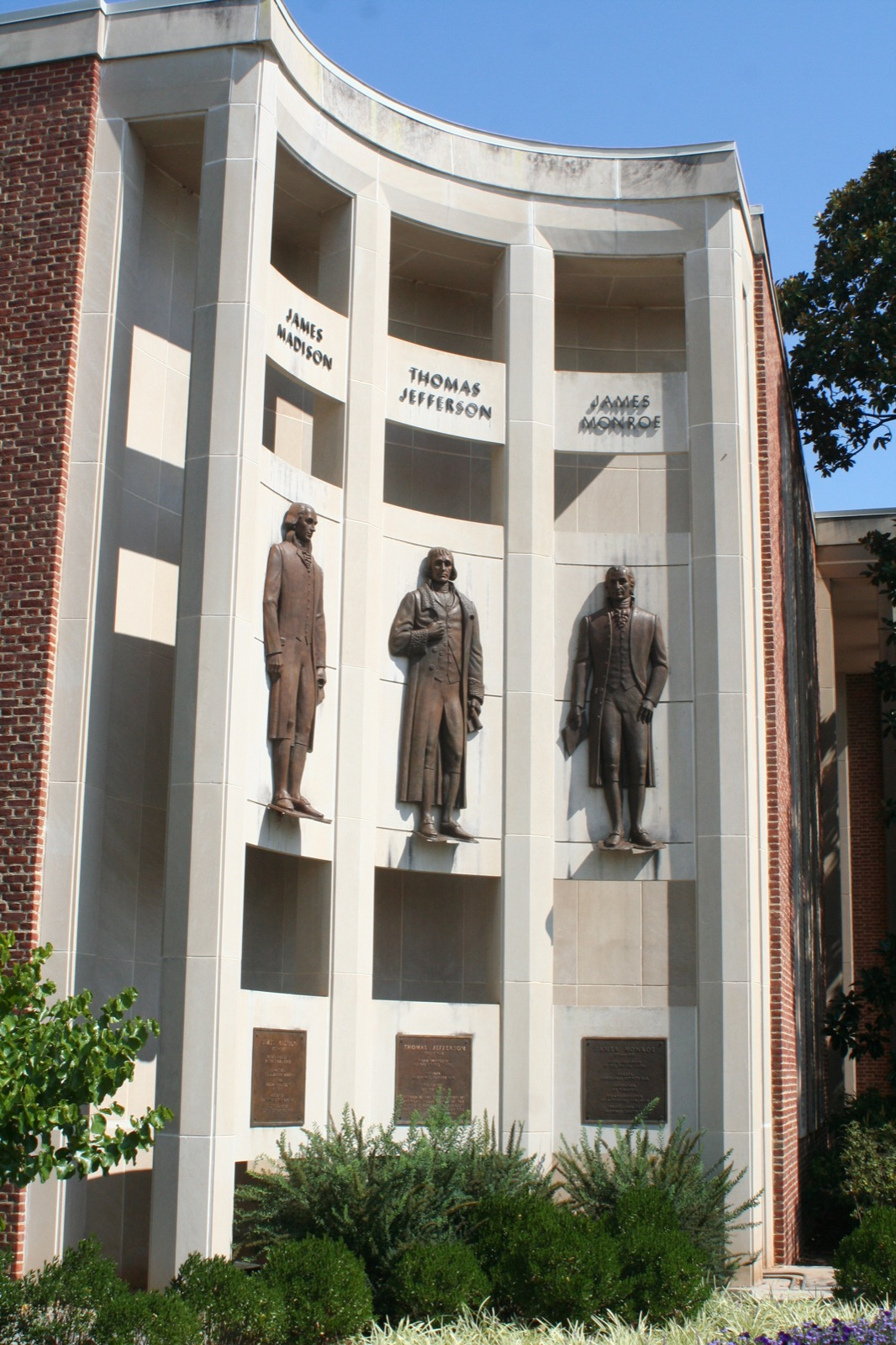
Városháza

A 2000-es népszámlálás adatai szerint 45 049 ember, 16 851 háztartás és 7633 család található Charlottesville-ben. A népsűrűség 1695.3 fő/km2. Etnikai összetétel szerint a lakosság 69,56%-a fehér, 22,22%-a afroamerikai, 0,11%-a indián, 4,93%-a ázsiai, 0,03%-a csendes-óceáni, 1,02%-a rasszbeli és 2,13%-a két, vagy több rasszbeli ősök leszármazottja. Ezen belül a lakosság 2,45%-a volt hispano, vagy latino.
A 16 851 háztartás 20,5%-ában élt 18 év alatti gyermek, 29,2%-ában éltek együtt házastársak, 13,1%-ának volt férjezetlen női fenntartója és 54,7%-a volt nem családi háztartásként számon tartva. 34,9%-át a háztartásoknak egyedül álló személyek alkották, amiből 8,2% volt a 65 éven felüli egyedül élők aránya. Az átlagos háztartásméret 2,27 fő volt, az átlagos családméret pedig 2,85 fő.
A lakosság 15,2%-a volt 18 éven aluli, 33,8%-a 18 és 24, 25,8%-a 25 és 44, 15,2%-a 45 és 64 év közötti, illetve 10,1%-a 65 év feletti, az átlagéletkor pedig 26 év volt. Minden 100 nőre jutott 87,5 férfi, a 18 év alatti nőkre pedig 84,6. A város alacsony átlagéletkorát, és a 18 és 24 év közötti lakosság felülreprezentáltságát a Virginiai Egyetem jelenléte okozza.
Az átlagos bevétel háztartásonként 31 007 $ volt, míg családonként 45 110$. A férfiak átlagos bevétele 31 197, a nőké pedig 26 458$ volt. A fejenkénti bevétel átlagosan 16 973$. A családok 12%-a és a teljes lakosság 25,9%-a élt a szegénységi küszöb alatt, amin belül 20,8% 18 éven aluli és 7,2% 65 éven felüli.
Föderálisan Charlottesville az 5. virginiai kongresszusi körzet része, amit 2010 óta a republikánus Robert Hurt képvisel.

## Bűnözés
Charlottesville bűnözési átlaga magasabb az országos átlagnál, ami jellemző a Dél városi körzeteire. A bűnözési index 487.9 bűncselekmény volt 100 000 lakosonként 2006-ban, míg az országos átlag 320.9 bűneset 100 000 lakosonként. 2006-ban Charlottesville-ben magasabb volt az erőszakos cselekmények száma, mint a rablásoké. 2008-ban 202 bejelentett erőszakos cselekmény történt, és 1976 tulajdon elleni bűncselekmény.

## Híres lakosok
A város alapítása óta számos neves személynek volt az otthona, olyan történelmi alakoktól, mint Thomas Jefferson és James Monroe, kezdve az olyan irodalmi órisokig, mint Edgar Allan Poe és ]Wiliam Faulkner. Napjainkban Charlottesville és Albemarle megye az otthona, vagy korábbi otthona filmsztároknak, mint Rob Lowe, Sissy Spacek és Sam Shepherd, íróknak, mint John Grisham, költőknek, mint Rita Dove, rock bandáknak, mint a Dave Matthews Band és pop bandáknak, mint a Parachute. Charlottesville volt az otthona Anna Andersonnak is, aki azt állította, hogy ő Anasztaszija Nyikolajevna Romanova orosz nagyhercegnő, aki túlélte a cári család kivégzését. Továbbá Charlottesville az otthona a híres tibeti lámának Tenzin Wangyal Rinpochenek is.

## Testvérvárosok
Charlottesville-nek négy testvérvárosa van.
- Besançon, Franciaország
- Pleven, Bulgária
- Poggio a Caiano, Olaszország
- Winneba, Ghána.[28]